# Christiaan van Denemarken (1603-1647)

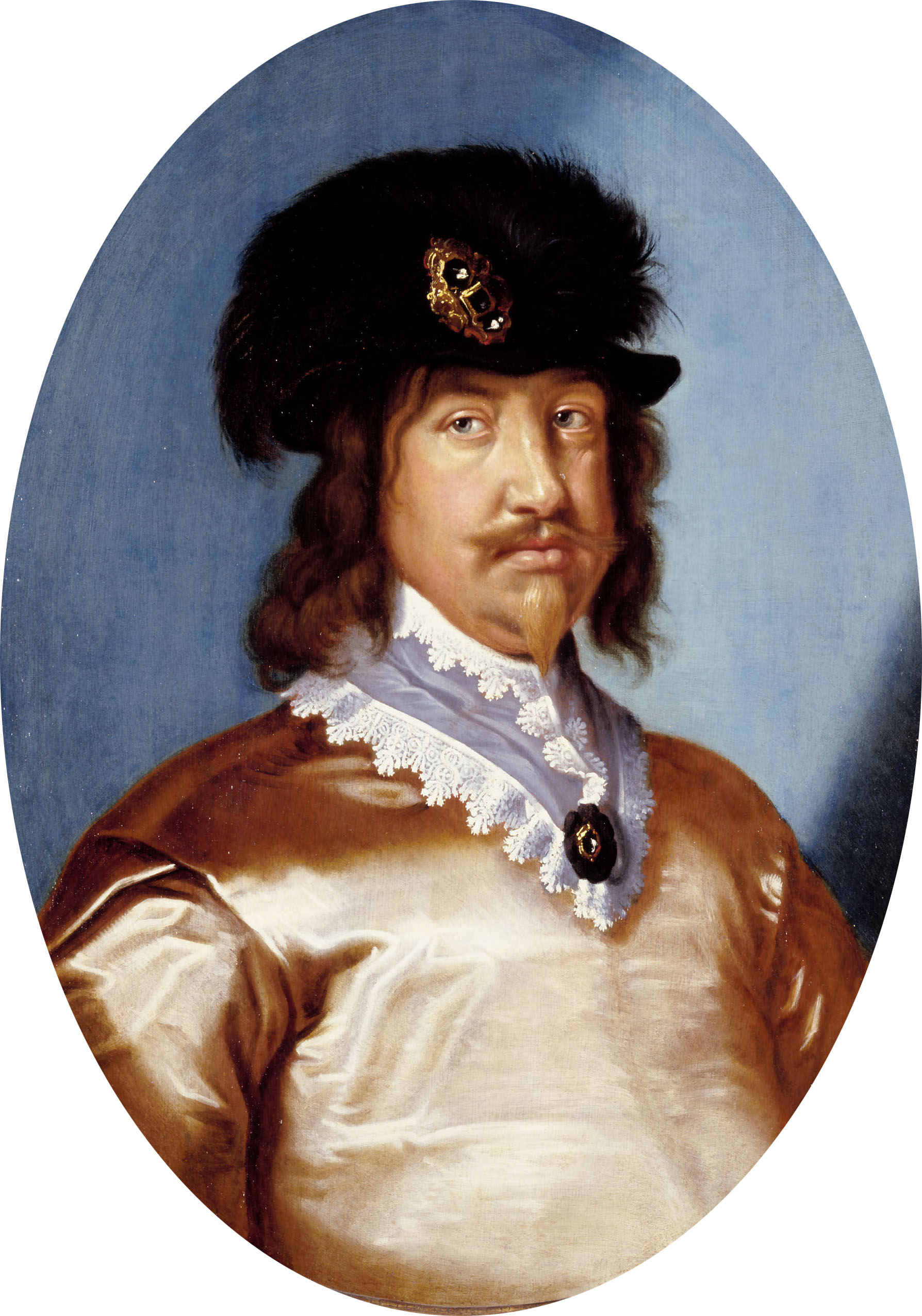
Kroonprins Christiaan van Denemarken.

Christiaan van Denemarken (Kopenhagen, 10 april 1603 - Gorbitz, 2 juni 1647) was vanaf zijn geboorte kroonprins van Denemarken en Noorwegen. Hij behoorde tot het huis Oldenburg.

## Levensloop
Christiaan was de oudste zoon van koning Christiaan IV van Denemarken uit diens huwelijk met Anna Catharina van Brandenburg, dochter van keurvorst Joachim Frederik van Brandenburg.
In 1625 raakte Denemarken betrokken in de Dertigjarige Oorlog. Zijn vader trok naar het slagveld, terwijl Christiaan belast werd met de Deense en Noorse regeringszaken. Hij bleef de regeringszaken waarnemen tot in 1627, maar streed in die periode ook mee op het slagveld. In november 1626 werd hij zelfs geraakt door twee geweerschoten en in 1627 werd hij naar het front in Holstein gestuurd, waar hij in Segeberg ging resideren. Christiaan moest zich terugtrekken toen de keizerlijke troepen de overhand kregen in het zuiden van Denemarken en Jutland.
In 1628 kreeg hij als leengoed Malmöhus toegewezen. Enkele jaren later, in januari 1632, werd Christiaan benoemd tot gouverneur-generaal van de Deense gebieden in Sleeswijk-Holstein. In 1644 was hij nogmaals regent van Denemarken en Noorwegen, toen zijn vader afwezig was omwille van de Deens-Zweedse Oorlog.
In 1626 kwam hij in conflict met zijn vader en de Rijksraad wegens zijn relatie met edelvrouw Anne Lykke. Uiteindelijk liet zijn vader Lykke gevangenzetten wegens de grote invloed die zij op zijn zoon had en beschuldigde hij haar van toverij. Op 5 oktober 1634 huwde Christiaan met Magdalena Sibylla (1617-1668), dochter van keurvorst Johan George I van Saksen. Het huwelijk bleef kinderloos en het echtpaar resideerde in het kasteel van Nykøbing.
Christiaan had de reputatie lui en een alcoholist te zijn. Hij had hoge schulden; ondanks het feit dat zijn vader pogingen deed om een deel van Christiaans schulden af te betalen, bij zijn dood in 1647 had hij nog altijd een schuldenlast van 215.000 rijksdaalders. In 1646 nam hij zelfs een lening aan van hertog Frederik III van Sleeswijk-Holstein-Gottorp om een verblijf in een Boheems kuuroord te bekostigen. Tijdens zijn reis naar Bohemen werd hij in de buurt van Dresden ernstig ziek. Christiaan werd nog naar het kasteel van Gorbitz gebracht, maar overleed daar begin juni 1647 op 44-jarige leeftijd. Hij werd aanvankelijk bijgezet in de Onze-Lieve-Vrouwekerk van Kopenhagen, maar in 1655 werden zijn stoffelijke resten overgebracht naar de Kathedraal van Roskilde.
Omdat Christiaan kinderloos was gebleven, werd zijn jongere broer Frederik de nieuwe kroonprins van Denemarken en Noorwegen. In 1648 besteeg die onder de naam Frederik III de troon.

## Kwartierstaat
| Christiaan III van Denemarken (1503-1559) | Christiaan III van Denemarken (1503-1559) | Christiaan III van Denemarken (1503-1559) | Christiaan III van Denemarken (1503-1559) | Christiaan III van Denemarken (1503-1559) | Christiaan III van Denemarken (1503-1559) | Dorothea van Saksen-Lauenburg (1511-1571) | Dorothea van Saksen-Lauenburg (1511-1571) | Dorothea van Saksen-Lauenburg (1511-1571) | Dorothea van Saksen-Lauenburg (1511-1571) | Dorothea van Saksen-Lauenburg (1511-1571) | Dorothea van Saksen-Lauenburg (1511-1571) |                                          |                                          | Ulrich van Mecklenburg-Güstrow (1527-1603) | Ulrich van Mecklenburg-Güstrow (1527-1603) | Ulrich van Mecklenburg-Güstrow (1527-1603) | Ulrich van Mecklenburg-Güstrow (1527-1603) | Ulrich van Mecklenburg-Güstrow (1527-1603) | Ulrich van Mecklenburg-Güstrow (1527-1603) | Elisabeth van Denemarken (1524-1586)       | Elisabeth van Denemarken (1524-1586)       | Elisabeth van Denemarken (1524-1586) | Elisabeth van Denemarken (1524-1586) | Elisabeth van Denemarken (1524-1586) | Elisabeth van Denemarken (1524-1586) |  |  | Johan Georg van Brandenburg (1525-1598) | Johan Georg van Brandenburg (1525-1598) | Johan Georg van Brandenburg (1525-1598) | Johan Georg van Brandenburg (1525-1598) | Johan Georg van Brandenburg (1525-1598)      | Johan Georg van Brandenburg (1525-1598)      | Sophia van Liegnitz (1525-1546)              | Sophia van Liegnitz (1525-1546)              | Sophia van Liegnitz (1525-1546)              | Sophia van Liegnitz (1525-1546)              | Sophia van Liegnitz (1525-1546)            | Sophia van Liegnitz (1525-1546)            |                                            |                                            | Johan I van Brandenburg-Küstrin (1513-1571) | Johan I van Brandenburg-Küstrin (1513-1571) | Johan I van Brandenburg-Küstrin (1513-1571)   | Johan I van Brandenburg-Küstrin (1513-1571)   | Johan I van Brandenburg-Küstrin (1513-1571)   | Johan I van Brandenburg-Küstrin (1513-1571)   | Catharina van Brunswijk-Wolfenbüttel (1518–1574) | Catharina van Brunswijk-Wolfenbüttel (1518–1574) | Catharina van Brunswijk-Wolfenbüttel (1518–1574) | Catharina van Brunswijk-Wolfenbüttel (1518–1574) | Catharina van Brunswijk-Wolfenbüttel (1518–1574) | Catharina van Brunswijk-Wolfenbüttel (1518–1574) |  |  |  |  |  |  |  |  |  |  |  |  |  |  |  |  |  |  |  |  |  |  |  |  |  |  |  |  |  |  |  |  |  |  |  |  |  |  |  |  |  |  |  |  |  |  |  |  |
| Christiaan III van Denemarken (1503-1559) | Christiaan III van Denemarken (1503-1559) | Christiaan III van Denemarken (1503-1559) | Christiaan III van Denemarken (1503-1559) | Christiaan III van Denemarken (1503-1559) | Christiaan III van Denemarken (1503-1559) | Dorothea van Saksen-Lauenburg (1511-1571) | Dorothea van Saksen-Lauenburg (1511-1571) | Dorothea van Saksen-Lauenburg (1511-1571) | Dorothea van Saksen-Lauenburg (1511-1571) | Dorothea van Saksen-Lauenburg (1511-1571) | Dorothea van Saksen-Lauenburg (1511-1571) |                                          |                                          | Ulrich van Mecklenburg-Güstrow (1527-1603) | Ulrich van Mecklenburg-Güstrow (1527-1603) | Ulrich van Mecklenburg-Güstrow (1527-1603) | Ulrich van Mecklenburg-Güstrow (1527-1603) | Ulrich van Mecklenburg-Güstrow (1527-1603) | Ulrich van Mecklenburg-Güstrow (1527-1603) | Elisabeth van Denemarken (1524-1586)       | Elisabeth van Denemarken (1524-1586)       | Elisabeth van Denemarken (1524-1586) | Elisabeth van Denemarken (1524-1586) | Elisabeth van Denemarken (1524-1586) | Elisabeth van Denemarken (1524-1586) |  |  | Johan Georg van Brandenburg (1525-1598) | Johan Georg van Brandenburg (1525-1598) | Johan Georg van Brandenburg (1525-1598) | Johan Georg van Brandenburg (1525-1598) | Johan Georg van Brandenburg (1525-1598)      | Johan Georg van Brandenburg (1525-1598)      | Sophia van Liegnitz (1525-1546)              | Sophia van Liegnitz (1525-1546)              | Sophia van Liegnitz (1525-1546)              | Sophia van Liegnitz (1525-1546)              | Sophia van Liegnitz (1525-1546)            | Sophia van Liegnitz (1525-1546)            |                                            |                                            | Johan I van Brandenburg-Küstrin (1513-1571) | Johan I van Brandenburg-Küstrin (1513-1571) | Johan I van Brandenburg-Küstrin (1513-1571)   | Johan I van Brandenburg-Küstrin (1513-1571)   | Johan I van Brandenburg-Küstrin (1513-1571)   | Johan I van Brandenburg-Küstrin (1513-1571)   | Catharina van Brunswijk-Wolfenbüttel (1518–1574) | Catharina van Brunswijk-Wolfenbüttel (1518–1574) | Catharina van Brunswijk-Wolfenbüttel (1518–1574) | Catharina van Brunswijk-Wolfenbüttel (1518–1574) | Catharina van Brunswijk-Wolfenbüttel (1518–1574) | Catharina van Brunswijk-Wolfenbüttel (1518–1574) |  |  |  |  |  |  |  |  |  |  |  |  |  |  |  |  |  |  |  |  |  |  |  |  |  |  |  |  |  |  |  |  |  |  |  |  |  |  |  |  |  |  |  |  |  |  |  |  |
|                                           |                                           |                                           |                                           |                                           |                                           |                                           |                                           |                                           |                                           |                                           |                                           |                                          |                                          |                                            |                                            |                                            |                                            |                                            |                                            |                                            |                                            |                                      |                                      |                                      |                                      |  |  |                                         |                                         |                                         |                                         |                                              |                                              |                                              |                                              |                                              |                                              |                                            |                                            |                                            |                                            |                                             |                                             |                                               |                                               |                                               |                                               |                                                  |                                                  |                                                  |                                                  |                                                  |                                                  |  |  |  |  |  |  |  |  |  |  |  |  |  |  |  |  |  |  |  |  |  |  |  |  |  |  |  |  |  |  |  |  |  |  |  |  |  |  |  |  |  |  |  |  |  |  |  |  |
|                                           |                                           |                                           |                                           | Frederik II van Denemarken (1534-1588)    | Frederik II van Denemarken (1534-1588)    | Frederik II van Denemarken (1534-1588)    | Frederik II van Denemarken (1534-1588)    | Frederik II van Denemarken (1534-1588)    | Frederik II van Denemarken (1534-1588)    |                                           |                                           |                                          |                                          |                                            |                                            | Sophia van Mecklenburg-Güstrow (1557-1631) | Sophia van Mecklenburg-Güstrow (1557-1631) | Sophia van Mecklenburg-Güstrow (1557-1631) | Sophia van Mecklenburg-Güstrow (1557-1631) | Sophia van Mecklenburg-Güstrow (1557-1631) | Sophia van Mecklenburg-Güstrow (1557-1631) |                                      |                                      |                                      |                                      |  |  |                                         |                                         |                                         |                                         | Joachim Frederik van Brandenburg (1546-1608) | Joachim Frederik van Brandenburg (1546-1608) | Joachim Frederik van Brandenburg (1546-1608) | Joachim Frederik van Brandenburg (1546-1608) | Joachim Frederik van Brandenburg (1546-1608) | Joachim Frederik van Brandenburg (1546-1608) |                                            |                                            |                                            |                                            |                                             |                                             | Catharina van Brandenburg-Küstrin (1549-1602) | Catharina van Brandenburg-Küstrin (1549-1602) | Catharina van Brandenburg-Küstrin (1549-1602) | Catharina van Brandenburg-Küstrin (1549-1602) | Catharina van Brandenburg-Küstrin (1549-1602)    | Catharina van Brandenburg-Küstrin (1549-1602)    |                                                  |                                                  |                                                  |                                                  |  |  |  |  |  |  |  |  |  |  |  |  |  |  |  |  |  |  |  |  |  |  |  |  |  |  |  |  |  |  |  |  |  |  |  |  |  |  |  |  |  |  |  |  |  |  |  |  |
|                                           |                                           |                                           |                                           | Frederik II van Denemarken (1534-1588)    | Frederik II van Denemarken (1534-1588)    | Frederik II van Denemarken (1534-1588)    | Frederik II van Denemarken (1534-1588)    | Frederik II van Denemarken (1534-1588)    | Frederik II van Denemarken (1534-1588)    |                                           |                                           |                                          |                                          |                                            |                                            | Sophia van Mecklenburg-Güstrow (1557-1631) | Sophia van Mecklenburg-Güstrow (1557-1631) | Sophia van Mecklenburg-Güstrow (1557-1631) | Sophia van Mecklenburg-Güstrow (1557-1631) | Sophia van Mecklenburg-Güstrow (1557-1631) | Sophia van Mecklenburg-Güstrow (1557-1631) |                                      |                                      |                                      |                                      |  |  |                                         |                                         |                                         |                                         | Joachim Frederik van Brandenburg (1546-1608) | Joachim Frederik van Brandenburg (1546-1608) | Joachim Frederik van Brandenburg (1546-1608) | Joachim Frederik van Brandenburg (1546-1608) | Joachim Frederik van Brandenburg (1546-1608) | Joachim Frederik van Brandenburg (1546-1608) |                                            |                                            |                                            |                                            |                                             |                                             | Catharina van Brandenburg-Küstrin (1549-1602) | Catharina van Brandenburg-Küstrin (1549-1602) | Catharina van Brandenburg-Küstrin (1549-1602) | Catharina van Brandenburg-Küstrin (1549-1602) | Catharina van Brandenburg-Küstrin (1549-1602)    | Catharina van Brandenburg-Küstrin (1549-1602)    |                                                  |                                                  |                                                  |                                                  |  |  |  |  |  |  |  |  |  |  |  |  |  |  |  |  |  |  |  |  |  |  |  |  |  |  |  |  |  |  |  |  |  |  |  |  |  |  |  |  |  |  |  |  |  |  |  |  |
|                                           |                                           |                                           |                                           |                                           |                                           |                                           |                                           |                                           |                                           | Christiaan IV van Denemarken (1577-1648)  | Christiaan IV van Denemarken (1577-1648)  | Christiaan IV van Denemarken (1577-1648) | Christiaan IV van Denemarken (1577-1648) | Christiaan IV van Denemarken (1577-1648)   | Christiaan IV van Denemarken (1577-1648)   |                                            |                                            |                                            |                                            |                                            |                                            |                                      |                                      |                                      |                                      |  |  |                                         |                                         |                                         |                                         |                                              |                                              |                                              |                                              |                                              |                                              | Anna Catharina van Brandenburg (1575-1612) | Anna Catharina van Brandenburg (1575-1612) | Anna Catharina van Brandenburg (1575-1612) | Anna Catharina van Brandenburg (1575-1612) | Anna Catharina van Brandenburg (1575-1612)  | Anna Catharina van Brandenburg (1575-1612)  |                                               |                                               |                                               |                                               |                                                  |                                                  |                                                  |                                                  |                                                  |                                                  |  |  |  |  |  |  |  |  |  |  |  |  |  |  |  |  |  |  |  |  |  |  |  |  |  |  |  |  |  |  |  |  |  |  |  |  |  |  |  |  |  |  |  |  |  |  |  |  |
|                                           |                                           |                                           |                                           |                                           |                                           |                                           |                                           |                                           |                                           | Christiaan IV van Denemarken (1577-1648)  | Christiaan IV van Denemarken (1577-1648)  | Christiaan IV van Denemarken (1577-1648) | Christiaan IV van Denemarken (1577-1648) | Christiaan IV van Denemarken (1577-1648)   | Christiaan IV van Denemarken (1577-1648)   |                                            |                                            |                                            |                                            |                                            |                                            |                                      |                                      |                                      |                                      |  |  |                                         |                                         |                                         |                                         |                                              |                                              |                                              |                                              |                                              |                                              | Anna Catharina van Brandenburg (1575-1612) | Anna Catharina van Brandenburg (1575-1612) | Anna Catharina van Brandenburg (1575-1612) | Anna Catharina van Brandenburg (1575-1612) | Anna Catharina van Brandenburg (1575-1612)  | Anna Catharina van Brandenburg (1575-1612)  |                                               |                                               |                                               |                                               |                                                  |                                                  |                                                  |                                                  |                                                  |                                                  |  |  |  |  |  |  |  |  |  |  |  |  |  |  |  |  |  |  |  |  |  |  |  |  |  |  |  |  |  |  |  |  |  |  |  |  |  |  |  |  |  |  |  |  |  |  |  |  |
|                                           |                                           |                                           |                                           |                                           |                                           |                                           |                                           |                                           |                                           |                                           |                                           |                                          |                                          |                                            |                                            |                                            |                                            |                                            |                                            |                                            |                                            |                                      |                                      |                                      |                                      |  |  |                                         |                                         |                                         |                                         |                                              |                                              |                                              |                                              |                                              |                                              |                                            |                                            |                                            |                                            |                                             |                                             |                                               |                                               |                                               |                                               |                                                  |                                                  |                                                  |                                                  |                                                  |                                                  |  |  |  |  |  |  |  |  |  |  |  |  |  |  |  |  |  |  |  |  |  |  |  |  |  |  |  |  |  |  |  |  |  |  |  |  |  |  |  |  |  |  |  |  |  |  |  |  |
|                                           |                                           |                                           |                                           |                                           |                                           |                                           |                                           |                                           |                                           |                                           |                                           |                                          |                                          |                                            |                                            |                                            |                                            |                                            |                                            |                                            |                                            |                                      |                                      |                                      |                                      |  |  |                                         |                                         |                                         |                                         |                                              |                                              |                                              |                                              |                                              |                                              |                                            |                                            |                                            |                                            |                                             |                                             |                                               |                                               |                                               |                                               |                                                  |                                                  |                                                  |                                                  |                                                  |                                                  |  |  |  |  |  |  |  |  |  |  |  |  |  |  |  |  |  |  |  |  |  |  |  |  |  |  |  |  |  |  |  |  |  |  |  |  |  |  |  |  |  |  |  |  |  |  |  |  |
|                                           |                                           |                                           |                                           | Frederik van Denemarken (1599-1599)       | Frederik van Denemarken (1599-1599)       | Frederik van Denemarken (1599-1599)       | Frederik van Denemarken (1599-1599)       | Frederik van Denemarken (1599-1599)       | Frederik van Denemarken (1599-1599)       |                                           |                                           | Christiaan van Denemarken (1603-1647)    | Christiaan van Denemarken (1603-1647)    | Christiaan van Denemarken (1603-1647)      | Christiaan van Denemarken (1603-1647)      | Christiaan van Denemarken (1603-1647)      | Christiaan van Denemarken (1603-1647)      |                                            |                                            | Sofie van Denemarken (1604-1604)           | Sofie van Denemarken (1604-1604)           | Sofie van Denemarken (1604-1604)     | Sofie van Denemarken (1604-1604)     | Sofie van Denemarken (1604-1604)     | Sofie van Denemarken (1604-1604)     |  |  | Elisabeth van Denemarken (1607-1608)    | Elisabeth van Denemarken (1607-1608)    | Elisabeth van Denemarken (1607-1608)    | Elisabeth van Denemarken (1607-1608)    | Elisabeth van Denemarken (1607-1608)         | Elisabeth van Denemarken (1607-1608)         |                                              |                                              | Frederik III van Denemarken (1609-1670)      | Frederik III van Denemarken (1609-1670)      | Frederik III van Denemarken (1609-1670)    | Frederik III van Denemarken (1609-1670)    | Frederik III van Denemarken (1609-1670)    | Frederik III van Denemarken (1609-1670)    |                                             |                                             | Ulrich van Denemarken (1611-1633)             | Ulrich van Denemarken (1611-1633)             | Ulrich van Denemarken (1611-1633)             | Ulrich van Denemarken (1611-1633)             | Ulrich van Denemarken (1611-1633)                | Ulrich van Denemarken (1611-1633)                |                                                  |                                                  |                                                  |                                                  |  |  |  |  |  |  |  |  |  |  |  |  |  |  |  |  |  |  |  |  |  |  |  |  |  |  |  |  |  |  |  |  |  |  |  |  |  |  |  |  |  |  |  |  |  |  |  |  |

- Gemeinsame Normdatei: 11945064X
- International Standard Name Identifier: 0000 0000 5335 2406
- Library of Congress Control Number: nr2001040029
- Nationale Bibliotheek van Israël: 987007344147705171
- LIBRIS: 212196
- Virtual International Authority File: 267968018
- WorldCat: E39PBJrKVm8JTrHhmffdmT3xXd